# Canadian Open (tenis)

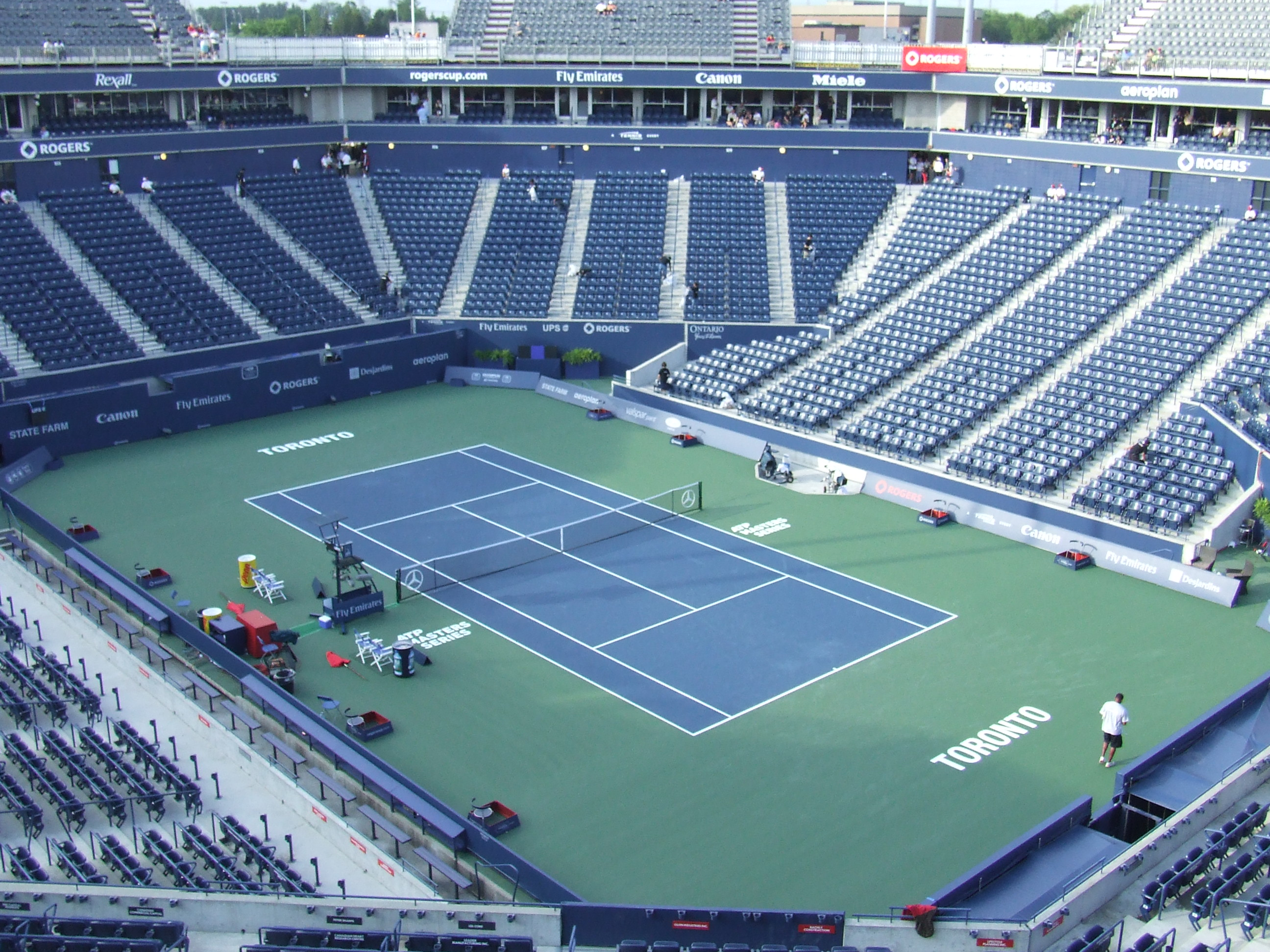
Sobeys Stadium w Toronto

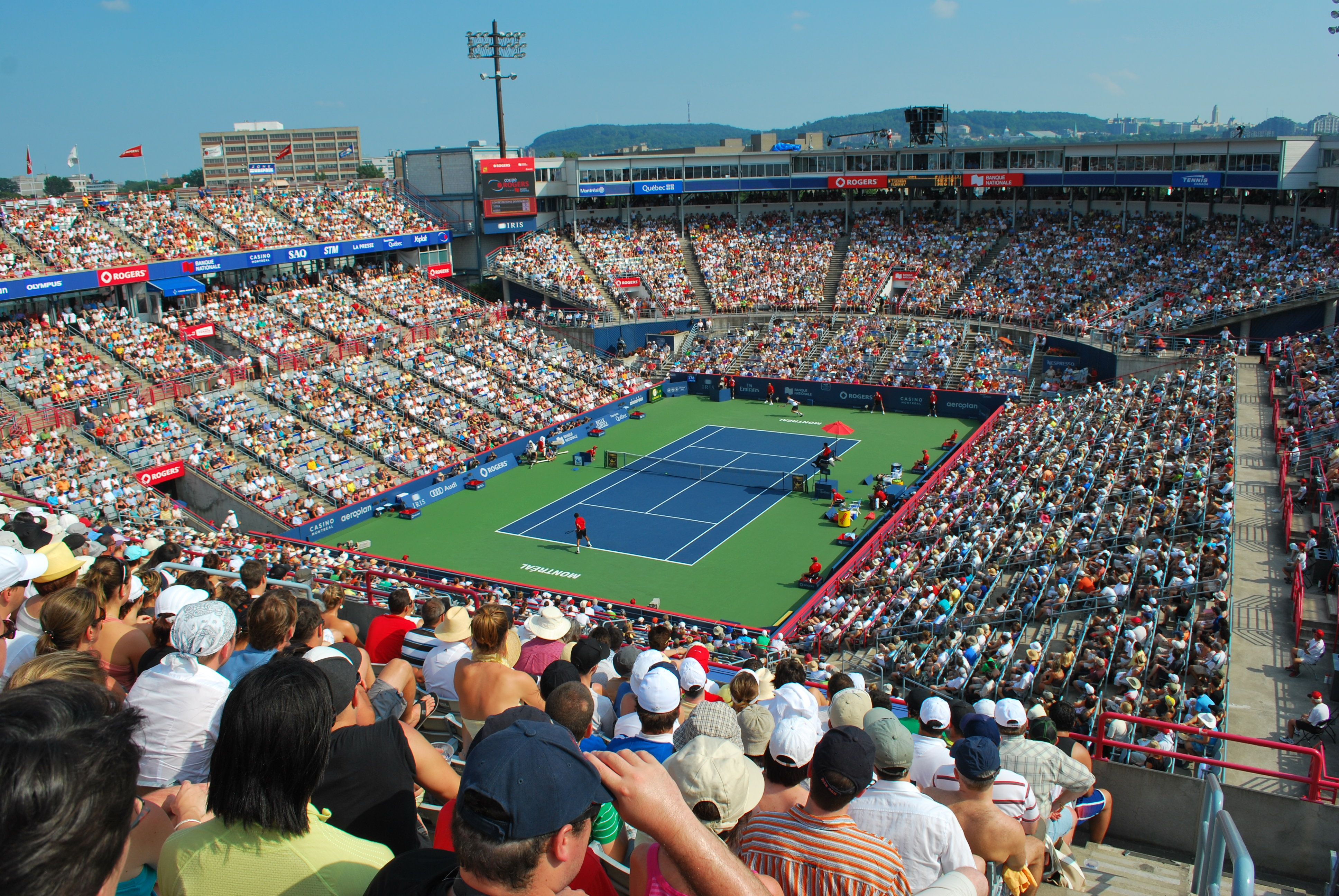
IGA Stadium w Montrealu

Canadian Open – kobiecy turniej tenisowy kategorii WTA 1000 zaliczany do cyklu WTA Tour i męski turniej ATP Tour Masters 1000 zaliczany do cyklu ATP Tour.
Zawody rozgrywane są naprzemiennie w Montrealu i Toronto. W latach parzystych zawody tenisistów odbywają się w Montrealu, a tenisistek w Toronto. W latach nieparzystych następuje zmiana. Mecze rozgrywane są na kortach o twardej nawierzchni.
Turniej w Toronto odbywa się w kompleksie Sobeys Stadium, natomiast w Montrealu na obiekcie IGA Stadium.
Turniej posiada długą historię. Zawody mężczyzn rozegrano po raz pierwszy w roku 1881, natomiast inauguracja turnieju kobiet miała miejsce w 1892 roku.

## Mecze finałowe

### Gra pojedyncza mężczyzn
| Rok  | Zwycięzca                                    | Finalista                                    | Wynik                                        |
| 2025 | Ben Shelton                                  | Karen Chaczanow                              | 6:7(5), 6:4, 7:6(3)                          |
| 2024 | Alexei Popyrin                               | Andriej Rublow                               | 6:2, 6:4                                     |
| 2023 | Jannik Sinner                                | Alex de Minaur                               | 6:4, 6:1                                     |
| 2022 | Pablo Carreño-Busta                          | Hubert Hurkacz                               | 3:6, 6:3, 6:3                                |
| 2021 | Daniił Miedwiediew                           | Reilly Opelka                                | 6:4, 6:3                                     |
| 2020 | Turniej anulowano z powodu pandemii COVID-19 | Turniej anulowano z powodu pandemii COVID-19 | Turniej anulowano z powodu pandemii COVID-19 |
| 2019 | Rafael Nadal                                 | Daniił Miedwiediew                           | 6:3, 6:0                                     |
| 2018 | Rafael Nadal                                 | Stefanos Tsitsipas                           | 6:2, 7:6(4)                                  |
| 2017 | Alexander Zverev                             | Roger Federer                                | 6:3, 6:4                                     |
| 2016 | Novak Đoković                                | Kei Nishikori                                | 6:3, 7:5                                     |
| 2015 | Andy Murray                                  | Novak Đoković                                | 6:4, 4:6, 6:3                                |
| 2014 | Jo-Wilfried Tsonga                           | Roger Federer                                | 7:5, 7:6(3)                                  |
| 2013 | Rafael Nadal                                 | Milos Raonic                                 | 6:2, 6:2                                     |
| 2012 | Novak Đoković                                | Richard Gasquet                              | 6:3, 6:2                                     |
| 2011 | Novak Đoković                                | Mardy Fish                                   | 6:2, 3:6, 6:4                                |
| 2010 | Andy Murray                                  | Roger Federer                                | 7:5, 7:5                                     |
| 2009 | Andy Murray                                  | Juan Martín del Potro                        | 6:7(4), 7:6(3), 6:1                          |
| 2008 | Rafael Nadal                                 | Nicolas Kiefer                               | 6:3, 6:2                                     |
| 2007 | Novak Đoković                                | Roger Federer                                | 7:6(2), 2:6, 7:6(2)                          |
| 2006 | Roger Federer                                | Richard Gasquet                              | 2:6, 6:3, 6:2                                |
| 2005 | Rafael Nadal                                 | Andre Agassi                                 | 6:3, 4:6, 6:2                                |
| 2004 | Roger Federer                                | Andy Roddick                                 | 7:5, 6:3                                     |
| 2003 | Andy Roddick                                 | David Nalbandian                             | 6:1, 6:3                                     |
| 2002 | Guillermo Cañas                              | Andy Roddick                                 | 6:4, 7:5                                     |
| 2001 | Andrei Pavel                                 | Patrick Rafter                               | 7:6(3), 2:6, 6:3                             |
| 2000 | Marat Safin                                  | Harel Lewi                                   | 6:2, 6:3                                     |
| 1999 | Thomas Johansson                             | Jewgienij Kafielnikow                        | 1:6, 6:3, 6:3                                |
| 1998 | Patrick Rafter                               | Richard Krajicek                             | 7:6(5), 6:4                                  |
| 1997 | Chris Woodruff                               | Gustavo Kuerten                              | 7:5, 4:6, 6:3                                |
| 1996 | Wayne Ferreira                               | Todd Woodbridge                              | 6:2, 6:4                                     |
| 1995 | Andre Agassi                                 | Pete Sampras                                 | 3:6, 6:2, 6:3                                |
| 1994 | Andre Agassi                                 | Jason Stoltenberg                            | 6:4, 6:4                                     |
| 1993 | Mikael Pernfors                              | Todd Martin                                  | 2:6, 6:2, 7:5                                |
| 1992 | Andre Agassi                                 | Ivan Lendl                                   | 3:6, 6:2, 6:0                                |
| 1991 | Andriej Czesnokow                            | Petr Korda                                   | 3:6, 6:4, 6:3                                |
| 1990 | Michael Chang                                | Jay Berger                                   | 4:6, 6:3, 7:6                                |
| 1989 | Ivan Lendl                                   | John McEnroe                                 | 6:1, 6:3                                     |
| 1988 | Ivan Lendl                                   | Kevin Curren                                 | 7:6, 6:2                                     |
| 1987 | Ivan Lendl                                   | Stefan Edberg                                | 6:4, 7:6                                     |
| 1986 | Boris Becker                                 | Stefan Edberg                                | 6:4, 3:6, 6:3                                |
| 1985 | John McEnroe                                 | Ivan Lendl                                   | 7:5, 6:3                                     |
| 1984 | John McEnroe                                 | Vitas Gerulaitis                             | 6:0, 6:3                                     |
| 1983 | Ivan Lendl                                   | Anders Järryd                                | 6:2, 6:2                                     |
| 1982 | Vitas Gerulaitis                             | Ivan Lendl                                   | 4:6, 6:1, 6:3                                |
| 1981 | Ivan Lendl                                   | Eliot Teltscher                              | 6:3, 6:2                                     |
| 1980 | Ivan Lendl                                   | Björn Borg                                   | 4:6, 5:4 krecz                               |
| 1979 | Björn Borg                                   | John McEnroe                                 | 6:3, 6:3                                     |
| 1978 | Eddie Dibbs                                  | José Luis Clerc                              | 5:7, 6:4, 6:1                                |

### Gra podwójna mężczyzn
| Rok  | Zwycięzcy                                    | Finaliści                                    | Wynik                                        |
| 2025 | Lloyd Glasspool Julian Cash                  | Joe Salisbury Neal Skupski                   | 6:3, 6:7(5), 13-11                           |
| 2024 | Marcel Granollers Horacio Zeballos           | Rajeev Ram Joe Salisbury                     | 6:2, 7:6(4)                                  |
| 2023 | Marcelo Arévalo Jean-Julien Rojer            | Rajeev Ram Joe Salisbury                     | 6:3, 6:1                                     |
| 2022 | Wesley Koolhof Neal Skupski                  | Daniel Evans John Peers                      | 6:2, 4:6, 10–6                               |
| 2021 | Rajeev Ram Joe Salisbury                     | Nikola Mektić Mate Pavić                     | 6:3, 4:6, 10–3                               |
| 2020 | Turniej anulowano z powodu pandemii COVID-19 | Turniej anulowano z powodu pandemii COVID-19 | Turniej anulowano z powodu pandemii COVID-19 |
| 2019 | Marcel Granollers Horacio Zeballos           | Robin Haase Wesley Koolhof                   | 7:5, 7:5                                     |
| 2018 | Henri Kontinen John Peers                    | Raven Klaasen Michael Venus                  | 6:2, 6:7(7), 10–6                            |
| 2017 | Pierre-Hugues Herbert Nicolas Mahut          | Rohan Bopanna Ivan Dodig                     | 6:4, 3:6, 10–6                               |
| 2016 | Ivan Dodig Marcelo Melo                      | Jamie Murray Bruno Soares                    | 6:4, 6:4                                     |
| 2015 | Bob Bryan Mike Bryan                         | Daniel Nestor Édouard Roger-Vasselin         | 7:6(5), 3:6, 10–6                            |
| 2014 | Alexander Peya Bruno Soares                  | Ivan Dodig Marcelo Melo                      | 6:4, 6:3                                     |
| 2013 | Alexander Peya Bruno Soares                  | Colin Fleming Andy Murray                    | 6:4, 7:6(4)                                  |
| 2012 | Bob Bryan Mike Bryan                         | Marcel Granollers Marc López                 | 6:1, 4:6, 12–10                              |
| 2011 | Michaël Llodra Nenad Zimonjić                | Bob Bryan Mike Bryan                         | 6:4, 6:7(5), 10–5                            |
| 2010 | Bob Bryan Mike Bryan                         | Julien Benneteau Michaël Llodra              | 7:5, 6:3                                     |
| 2009 | Mahesh Bhupathi Mark Knowles                 | Maks Mirny Andy Ram                          | 6:4, 6:3                                     |
| 2008 | Daniel Nestor Nenad Zimonjić                 | Bob Bryan Mike Bryan                         | 6:2, 4:6, 10–6                               |
| 2007 | Mahesh Bhupathi Pavel Vízner                 | Paul Hanley Kevin Ullyett                    | 6:4, 6:4                                     |
| 2006 | Bob Bryan Mike Bryan                         | Paul Hanley Kevin Ullyett                    | 6:3, 7:5                                     |
| 2005 | Wayne Black Kevin Ullyett                    | Jonatan Erlich Andy Ram                      | 6:7(5), 6:3, 6:0                             |
| 2004 | Mahesh Bhupathi Leander Paes                 | Jonas Björkman Maks Mirny                    | 6:4, 6:2                                     |
| 2003 | Mahesh Bhupathi Maks Mirny                   | Jonas Björkman Todd Woodbridge               | 6:3, 7:6(4)                                  |
| 2002 | Bob Bryan Mike Bryan                         | Mark Knowles Daniel Nestor                   | 4:6, 7:6(1), 6:3                             |
| 2001 | Jiří Novák David Rikl                        | Donald Johnson Jared Palmer                  | 6:4, 3:6, 6:3                                |
| 2000 | Sébastien Lareau Daniel Nestor               | Joshua Eagle Andrew Florent                  | 6:3, 7:6(3)                                  |
| 1999 | Jonas Björkman Patrick Rafter                | Byron Black Wayne Ferreira                   | 7:6(5), 6:4                                  |
| 1998 | Martin Damm Jim Grabb                        | Ellis Ferreira Rick Leach                    | 6:7, 6:2, 7:6                                |
| 1997 | Mahesh Bhupathi Leander Paes                 | Sébastien Lareau Alex O’Brien                | 7:6, 6:3                                     |
| 1996 | Patrick Galbraith Paul Haarhuis              | Mark Knowles Daniel Nestor                   | 7:6, 6:3                                     |
| 1995 | Jewgienij Kafielnikow Andriej Olchowski      | Brian MacPhie Sandon Stolle                  | 6:4, 6:4                                     |
| 1994 | Byron Black Jonathan Stark                   | Patrick McEnroe Jared Palmer                 | 6:4, 6:4                                     |
| 1993 | Jim Courier Mark Knowles                     | Glenn Michibata David Pate                   | 6:1, 1:6, 7:6                                |
| 1992 | Patrick Galbraith Danie Visser               | Andre Agassi John McEnroe                    | 6:4, 6:4                                     |
| 1991 | Patrick Galbraith Todd Witsken               | Grant Connell Glenn Michibata                | 6:4, 3:6, 6:1                                |
| 1990 | Paul Annacone David Wheaton                  | Broderick Dyke Peter Lundgren                | 6:1, 7:6                                     |

### Gra pojedyncza kobiet
| Rok  | Zwyciężczyni                                 | Finalistka                                   | Wynik                                        |
| 2025 | Victoria Mboko                               | Naomi Ōsaka                                  | 2:6, 6:4, 6:1                                |
| 2024 | Jessica Pegula                               | Amanda Anisimova                             | 6:3, 2:6, 6:1                                |
| 2023 | Jessica Pegula                               | Ludmiła Samsonowa                            | 6:1, 6:0                                     |
| 2022 | Simona Halep                                 | Beatriz Haddad Maia                          | 6:3, 2:6, 6:3                                |
| 2021 | Camila Giorgi                                | Karolína Plíšková                            | 6:3, 7:5                                     |
| 2020 | Turniej anulowano z powodu pandemii COVID-19 | Turniej anulowano z powodu pandemii COVID-19 | Turniej anulowano z powodu pandemii COVID-19 |
| 2019 | Bianca Andreescu                             | Serena Williams                              | 3:1 krecz                                    |
| 2018 | Simona Halep                                 | Sloane Stephens                              | 7:6(6), 3:6, 6:4                             |
| 2017 | Elina Switolina                              | Caroline Wozniacki                           | 6:4, 6:0                                     |
| 2016 | Simona Halep                                 | Madison Keys                                 | 7:6(2), 6:3                                  |
| 2015 | Belinda Bencic                               | Simona Halep                                 | 7:6(5), 6:7(4), 3:0 krecz                    |
| 2014 | Agnieszka Radwańska                          | Venus Williams                               | 6:4, 6:2                                     |
| 2013 | Serena Williams                              | Sorana Cîrstea                               | 6:2, 6:0                                     |
| 2012 | Petra Kvitová                                | Li Na                                        | 7:5, 2:6, 6:3                                |
| 2011 | Serena Williams                              | Samantha Stosur                              | 6:4, 6:2                                     |
| 2010 | Caroline Wozniacki                           | Wiera Zwonariowa                             | 6:3, 6:2                                     |
| 2009 | Jelena Diemientjewa                          | Marija Szarapowa                             | 6:4, 6:3                                     |
| 2008 | Dinara Safina                                | Dominika Cibulková                           | 6:2, 6:1                                     |
| 2007 | Justine Henin                                | Jelena Janković                              | 7:6(3), 7:5                                  |
| 2006 | Ana Ivanović                                 | Martina Hingis                               | 6:2, 6:3                                     |
| 2005 | Kim Clijsters                                | Justine Henin-Hardenne                       | 7:5, 6:1                                     |
| 2004 | Amélie Mauresmo                              | Jelena Lichowcewa                            | 6:1, 6:0                                     |
| 2003 | Justine Henin-Hardenne                       | Lina Krasnorucka                             | 6:1, 6:0                                     |
| 2002 | Amélie Mauresmo                              | Jennifer Capriati                            | 6:4, 6:1                                     |
| 2001 | Serena Williams                              | Jennifer Capriati                            | 6:1, 6:7(7), 6:3                             |
| 2000 | Martina Hingis                               | Serena Williams                              | 0:6, 6:3, 3:0 krecz                          |
| 1999 | Martina Hingis                               | Monica Seles                                 | 6:4, 6:4                                     |
| 1998 | Monica Seles                                 | Arantxa Sánchez Vicario                      | 6:3, 6:2                                     |
| 1997 | Monica Seles                                 | Anke Huber                                   | 6:2, 6:4                                     |
| 1996 | Monica Seles                                 | Arantxa Sánchez Vicario                      | 6:1, 7:6(2)                                  |
| 1995 | Monica Seles                                 | Amanda Coetzer                               | 6:0, 6:1                                     |
| 1994 | Arantxa Sánchez Vicario                      | Steffi Graf                                  | 7:5, 1:6, 7:6(4)                             |
| 1993 | Steffi Graf                                  | Jennifer Capriati                            | 6:1, 0:6, 6:3                                |
| 1992 | Arantxa Sánchez Vicario                      | Monica Seles                                 | 6:3, 4:6, 6:4                                |
| 1991 | Jennifer Capriati                            | Katerina Maleewa                             | 6:2, 6:3                                     |
| 1990 | Steffi Graf                                  | Katerina Maleewa                             | 6:1, 6:7(6), 6:3                             |
| 1989 | Martina Navrátilová                          | Arantxa Sánchez Vicario                      | 6:2, 6:2                                     |
| 1988 | Gabriela Sabatini                            | Natalla Zwierawa                             | 6:1, 6:2                                     |
| 1987 | Pam Shriver                                  | Zina Garrison                                | 6:4, 6:1                                     |
| 1986 | Helena Suková                                | Pam Shriver                                  | 6:2, 7:5                                     |
| 1985 | Chris Evert                                  | Claudia Kohde-Kilsch                         | 6:2, 6:4                                     |
| 1984 | Chris Evert                                  | Alycia Moulton                               | 6:2, 7:6(3)                                  |
| 1983 | Martina Navrátilová                          | Chris Evert                                  | 6:4, 4:6, 6:1                                |
| 1982 | Martina Navrátilová                          | Andrea Jaeger                                | 6:3, 7:5                                     |
| 1981 | Tracy Austin                                 | Chris Evert                                  | 6:1, 6:4                                     |
| 1980 | Chris Evert                                  | Virginia Ruzici                              | 6:3, 6:1                                     |
| 1979 | Laura DuPont                                 | Brigitte Cuypers                             | 6:4, 6:7, 6:1                                |
| 1978 | Regina Maršíková                             | Virginia Ruzici                              | 7:5, 6:7, 6:2                                |
| 1977 | Regina Maršíková                             | Marise Kruger                                | 6:4, 4:6, 6:2                                |
| 1976 | Mima Jaušovec                                | Lesley Hunt                                  | 6:2, 6:0                                     |
| 1975 | Marcie Louie                                 | Laura DuPont                                 | 6:1, 4:6, 6:4                                |
| 1974 | Chris Evert                                  | Julie Heldman                                | 6:0, 6:3                                     |
| 1973 | Evonne Goolagong                             | Helga Niessen Masthoff                       | 7:6, 6:4                                     |
| 1972 | Evonne Goolagong                             | Virginia Wade                                | 6:3, 6:1                                     |
| 1971 | Françoise Durr                               | Evonne Goolagong                             | 6:4, 6:2                                     |
| 1970 | Margaret Court                               | Rosie Casals                                 | 6:8, 6:4, 6:4                                |
| 1969 | Faye Urban                                   | Vicki Berner                                 | 6:2, 6:0                                     |
| 1968 | Jane Bartkowicz                              | Faye Urban                                   | 6:3, 6:3                                     |
| 1967 | Kathleen Harter                              | Rita Bentley                                 | 6:1, 5:7, 7:5                                |
| 1966 | Rita Bentley                                 | Susan Butt                                   | 6:3, 6:3                                     |

### Gra podwójna kobiet
| Rok  | Zwyciężczynie                                      | Finalistki                                   | Wynik                                        |
| 2025 | Coco Gauff McCartney Kessler                       | Taylor Townsend Zhang Shuai                  | 6:4, 1:6, 13–11                              |
| 2024 | Caroline Dolehide Desirae Krawczyk                 | Gabriela Dabrowski Erin Routliffe            | 7:6(2), 3:6, 10–7                            |
| 2023 | Shūko Aoyama Ena Shibahara                         | Desirae Krawczyk Demi Schuurs                | 6:4, 4:6, 13–11                              |
| 2022 | Coco Gauff Jessica Pegula                          | Nicole Melichar-Martinez Ellen Perez         | 6:4, 6:7(5), 10–5                            |
| 2021 | Gabriela Dabrowski Luisa Stefani                   | Darija Jurak Andreja Klepač                  | 6:3, 6:4                                     |
| 2020 | Turniej anulowano z powodu pandemii COVID-19       | Turniej anulowano z powodu pandemii COVID-19 | Turniej anulowano z powodu pandemii COVID-19 |
| 2019 | Barbora Krejčíková Kateřina Siniaková              | Anna-Lena Grönefeld Demi Schuurs             | 7:5, 6:0                                     |
| 2018 | Ashleigh Barty Demi Schuurs                        | Latisha Chan Jekatierina Makarowa            | 4:6, 6:3, 10–8                               |
| 2017 | Jekatierina Makarowa Jelena Wiesnina               | Anna-Lena Grönefeld Květa Peschke            | 6:0, 6:4                                     |
| 2016 | Jekatierina Makarowa Jelena Wiesnina               | Simona Halep Monica Niculescu                | 6:3, 7:6(5)                                  |
| 2015 | Bethanie Mattek-Sands Lucie Šafářová               | Caroline Garcia Katarina Srebotnik           | 6:1, 6:2                                     |
| 2014 | Sara Errani Roberta Vinci                          | Cara Black Sania Mirza                       | 7:6(4), 6:3                                  |
| 2013 | Jelena Janković Katarina Srebotnik                 | Anna-Lena Grönefeld Květa Peschke            | 5:7, 6:2, 10–6                               |
| 2012 | Klaudia Jans-Ignacik Kristina Mladenovic           | Nadieżda Pietrowa Katarina Srebotnik         | 7:5, 2:6, 10–7                               |
| 2011 | Liezel Huber Lisa Raymond                          | Wiktoryja Azaranka Marija Kirilenko          | walkower                                     |
| 2010 | Gisela Dulko Flavia Pennetta                       | Květa Peschke Katarina Srebotnik             | 7:5, 3:6, 12–10                              |
| 2009 | Nuria Llagostera Vives María José Martínez Sánchez | Samantha Stosur Rennae Stubbs                | 2:6, 7:5, 11–9                               |
| 2008 | Cara Black Liezel Huber                            | Marija Kirilenko Flavia Pennetta             | 6:1, 6:1                                     |
| 2007 | Katarina Srebotnik Ai Sugiyama                     | Cara Black Liezel Huber                      | 6:4, 2:6, 10–5                               |
| 2006 | Martina Navrátilová Nadieżda Pietrowa              | Cara Black Anna-Lena Grönefeld               | 6:1, 6:2                                     |
| 2005 | Martina Navrátilová Anna-Lena Grönefeld            | Conchita Martínez Virginia Ruano Pascual     | 5:7, 6:3, 6:4                                |
| 2004 | Shinobu Asagoe Ai Sugiyama                         | Liezel Huber Tamarine Tanasugarn             | 6:0, 6:3                                     |
| 2003 | Swietłana Kuzniecowa Martina Navrátilová           | María Vento-Kabchi Angelique Widjaja         | 3:6, 6:1, 6:1                                |
| 2002 | Martina Navrátilová Nadieżda Pietrowa              | Cara Black Anna-Lena Grönefeld               | 6:1, 6:2                                     |
| 2001 | Kimberly Po Nicole Pratt                           | Tina Križan Katarina Srebotnik               | 6:3, 6:1                                     |
| 2000 | Martina Hingis Nathalie Tauziat                    | Julie Halard-Decugis Ai Sugiyama             | 6:3, 3:6, 6:4                                |
| 1999 | Jana Novotná Mary Pierce                           | Łarysa Neiland Arantxa Sánchez Vicario       | 6:3, 2:6, 6:3                                |
| 1998 | Martina Hingis Jana Novotná                        | Yayuk Basuki Caroline Vis                    | 6:3, 6:4                                     |
| 1997 | Yayuk Basuki Caroline Vis                          | Nicole Arendt Manon Bollegraf                | 3:6, 7:5, 6:4                                |
| 1996 | Arantxa Sánchez Vicario Łarysa Neiland             | Mary Joe Fernández Helena Suková             | 7:6, 6:1                                     |
| 1995 | Gabriela Sabatini Brenda Schultz-McCarthy          | Martina Hingis Iva Majoli                    | 4:6, 6:0, 6:3                                |
| 1994 | Meredith McGrath Arantxa Sánchez Vicario           | Pam Shriver Elizabeth Smylie                 | 2:6, 6:2, 6:4                                |
| 1993 | Łarysa Neiland Jana Novotná                        | Arantxa Sánchez Vicario Helena Suková        | 6:1, 6:2                                     |
| 1992 | Lori McNeil Rennae Stubbs                          | Gigi Fernández Natalla Zwierawa              | 3:6, 7:5, 7:5                                |
| 1991 | Łarysa Neiland Natalla Zwierawa                    | Claudia Kohde-Kilsch Helena Suková           | 1:6, 7:5, 6:2                                |
| 1990 | Betsy Nagelsen Gabriela Sabatini                   | Helen Kelesi Raffaella Reggi                 | 3:6, 6:2, 6:2                                |
| 1989 | Gigi Fernández Robin White                         | Martina Navrátilová Łarysa Sawczenko         | 6:1, 7:5                                     |
| 1988 | Jana Novotná Helena Suková                         | Zina Garrison Pam Shriver                    | 7:6(2), 7:6(6)                               |
| 1987 | Zina Garrison Lori McNeil                          | Claudia Kohde-Kilsch Helena Suková           | 6:1, 6:2                                     |
| 1986 | Zina Garrison Gabriela Sabatini                    | Pam Shriver Helena Suková                    | 7:6(2), 5:7, 6:4                             |
| 1985 | Gigi Fernández Martina Navrátilová                 | Marcella Mesker Pascale Paradis              | 6:4, 6:0                                     |
| 1984 | Kathy Jordan Elizabeth Sayers                      | Claudia Kohde-Kilsch Hana Mandlíková         | 6:1, 6:2                                     |
| 1983 | Anne Hobbs Andrea Jaeger                           | Rosalyn Fairbank Candy Reynolds              | 6:4, 5:7, 7:5                                |
| 1982 | Martina Navrátilová Candy Reynolds                 | Barbara Potter Sharon Walsh                  | 6:4, 6:4                                     |
| 1981 | Martina Navrátilová Pam Shriver                    | Candy Reynolds Anne Smith                    | 7:6, 7:6                                     |
| 1980 | Andrea Jaeger Regina Maršíková                     | Ann Kiyomura Betsy Nagelsen                  | 6:1, 6:3                                     |
| 1979 | Lea Antonoplis Diane Evers                         | Chris O’Neil Mimi Wikstedt                   | 2:6, 6:1, 6:3                                |
| 1978 | Regina Maršíková Pam Teeguarden                    | Chris O’Neil Paula Smith                     | 5:7, 6:4, 6:2                                |
| 1977 | Linky Boshoff Ilana Kloss                          | Rosie Casals Evonne Goolagong Cawley         | 6:2, 6:3                                     |
| 1976 | Janet Newberry Cynthia Doerner                     | Sue Barker Pam Teeguarden                    | 6:7, 6:3, 6:1                                |
| 1975 | Julie Anthony Margaret Court                       | JoAnne Russell Jane Stratton                 | 6:2, 6:4                                     |
| 1974 | Julie Heldman Gail Sherriff Chanfreau              | Chris Evert Jeanne Evert                     | 6:3, 6:3                                     |
| 1973 | Evonne Goolagong Peggy Michel                      | Helga Niessen Masthoff Martina Navrátilová   | 6:3, 6:2                                     |
| 1972 | Margaret Court Evonne Goolagong                    | Brenda Kirk Pat Walkden                      | 3:6, 6:3, 7:5                                |
| 1971 | Rosie Casals Françoise Durr                        | Evonne Goolagong Lesley Turner Bowrey        | 6:3, 6:2                                     |
| 1970 | Rosie Casals Margaret Court                        | Helen Gourlay Pat Walkden                    | 6:0, 6:1                                     |
| 1969 | Vicki Berner Faye Urban                            | Jane O'Hara Vivienne Strong                  | 6:1, 6:1                                     |
| 1968 | Vicki Berner Faye Urban                            | Jane O'Hara Vivienne Strong                  | 6:2, 6:3                                     |